# Insomni familiar letal
L'insomni familiar letal (IFL), malaltia coneguda també com a insomni familiar fatal (IFF), és una malaltia hereditària autosòmica dominant molt estranya que afecta el cervell, de les anomenades encefalopaties espongiformes transmissibles. És una malaltia minoritària, en què el gen dominant s'ha trobat en tan sols unes 28 famílies de tot el món. Si un progenitor té el gen, la probabilitat que la seva descendència l'hereti i desenvolupi la malaltia és del 50 per cent. La gènesi i la progressió de la malaltia és intractable, i és, en darrera instància, mortal.

## Història
El primer a adonar-se de la realitat d'aquesta malaltia va ser el metge italià Ignazio Roiter, el 1979, quan va estudiar els casos de dues ties de la seva esposa que van morir d'una malaltia desconeguda que havia començat amb insomni. Atès que, segons va explicar-li la seva esposa, el seu sogre també havia mort sobtadament després d'un temps sense poder dormir, va pensar que podria tractar-se d'una malaltia hereditària. Roiter va poder aconseguir un tros del cervell de la segona tia, que va dur a Ginebra perquè l'examinés Erwin Wildi, neuropatòleg, el qual va observar una zona del tàlem degenerada, on mancaven neurones. Aleshores, però, no se sabia que el tàlem regulava el son i no es va relacionar la seva degeneració amb l'insomni amb què comença la malaltia.
Un altre membre de la família de l'esposa de Roiter, un oncle, que tampoc no podia dormir, va anar a visitar-los i després va ser enviat a Bolonya perquè el visités Elio Lugaresi (1926-2015), especialista del son, que va enregistrar en vídeo el declivi que va dur-lo al coma i la mort nou mesos després, el 1984. El pacient havia llegat el cervell a la ciència i el van enviar a Cleveland (Estats Units), on treballava Pierluigi Gambetti, un investigador deixeble de Lugaresi.
El 1986, Lugaresi, Gambetti i els seus col·laboradors van publicar el resultat de l'estudi que descrivia que la malaltia s'originava en el tàlem i que experimentava canvis idèntics als que es donen en la malaltia de Creutzfeldt-Jakob, una encefalopatia espongiforme transmissible. I en la dècada de 1990 es va identificar com una malaltia priònica i es va descobrir que era causada per una mutació en el cromosoma 20: en el codó 178 d'una proteïna denominada proteïna del prió (PrP), l'àcid aspàrtic era substituït per l'asparagina, mentre que hi havia una metionina a l'aminoàcid en posició 129. Aquestes mutacions donen lloc a la formació d'una proteïna insoluble del prió, anomenada PrPsc, que s'acumula a la cèl·lula.
En el cas de la família italiana afectada se n'ha pogut trobar l'efecte fundador en un metge venecià que morí el 1765. En el País Basc, que és un dels llocs del món on la incidència de la malaltia és més alta, els casos més antics es remunten al 1630 per a una família genealògica, i al 1730 per a una altra.

## Fisiopatologia
La proteïna PrPsc té propietats autocatalítiques que causen que la proteïna soluble PrP es converteixi en la forma PrPsc quan es produeix la interacció entre aquestes dues proteïnes. Aquesta conversió en proteïnes insolubles dona lloc a la formació de plaques en el tàlem que contenen agregats de PrPsc. La formació de les plaques va destruint les neurones del tàlem. El dany causat als teixits cerebrals té l'aspecte dels forats d'una esponja quan s'examinen al microscopi i per això es diu que és una encefalopatia espongiforme.

## Símptomes i presentació de la malaltia[calcitació]
El símptoma més freqüent amb què s'inicia la malaltia és un insomni progressiu que va empitjorant fins a la pèrdua gairebé total del son. Els trastorns neurovegetatius solen ser també precoços. Altres símptomes són pèrdua de memòria, atenció, vigilància, funcionament visual motor i altres pèrdues de funcions cognitives de nivell més alt, com ara la impossibilitat de mantenir-se dret o caminar, batecs del cor irregulars, patró respiratori anormal, i dificultats en la parla. Aquests símptomes progressen i condueixen a les mostres de demència.
L'edat d'aparició de la malaltia és variable, encara que sol ser entre els trenta i els seixanta, amb una mitjana de cinquanta. La mort esdevé entre set i trenta-sis mesos des del començament. La presentació de la malaltia varia considerablement segons la persona, fins i tot entre pacients de la mateixa família.
La malaltia té quatre etapes, que tarden entre set i divuit mesos en completar-se. En la primera etapa, que dura aproximadament quatre mesos, el pacient pateix insomni creixent, que pot causar atacs de pànic i fòbies. En la segona etapa, d'uns cinc mesos, el pacient pot tenir al·lucinacions i atacs de pànic amb altra freqüència, que duren uns 5 mesos. Després, i durant aproximadament tres mesos, li és impossible dormir i l'insomni va acompanyat de ràpida pèrdua de pes. En l'etapa final de la malaltia es produeix una demència i el pacient pot arribar a no donar respostes o bé a estar mut durant sis mesos.

## Tractament i prevenció
Ara per ara no hi ha tractament per a guarir l''insomni familiar letal; únicament se'n poden tractar alguns símptomes. L'única prevenció perquè la malaltia no es transmeti és que les persones portadores del gen causant de la malaltia no tinguin descendència. Les esperances estan posades en la teràpia gènica.
Atesa la baixa incidència de la malaltia, és molt difícil que cap empresa farmacèutica investigui per trobar-ne un tractament. Segons el registre d'assajos clínics de la Unió Europea, a Itàlia s'han fet alguns assajos clínics per estudiar l'eficàcia de la doxiciclina en el tractament de l'insomni familiar letal i en la prevenció en persones en risc, que es duen a terme, respectivament, a l'Institut Neurològic Carlo Besta i a l'Institut d'Investigacions Farmacològiques Mario Negri. Un projecte europeu de recerca (PROFFILE, Prodromal biomarkers in fatal familial insomnia: a longitudinal study in humans and mice) iniciat el 2022 té com objectiu trobar biomarcadors que indiquin la proximitat del desenvolupament de la malaltia.

## Epidemiologia
Tot i ser considerada una malaltia transmissible, l'insomni familiar letal no és una malaltia contagiosa en el sentit tradicional perquè l'única manera en què es podria transmetre seria per exposició directe amb teixit cerebral afectat, per ingestió o injecció. És una malaltia minoritària molt rara, la incidència i prevalença de la qual no es coneixen exactament. El 2009 hi havia menys de 100 casos diagnosticats al món, el 40 per cent dels quals es concentraven a Espanya, especialment en el País Basc. Entre el 1993 i el 2018 n'hi havia 32 casos registrats. El 2024 es va publicar un estudi epidemiològic de les malalties associades a prions registrats a Espanya de 2016 a 2022 i l'insomni familiar letal va representar-ne un 5 per cent, mentre que la malaltia de Creutzfeldt-Jakob representava el 89 per cent dels casos. Es van excloure de l'estudi la síndrome de Gerstmann–Sträussler–Scheinker i el kuru; en el primer cas perquè és molt rara i de difícil diagnòstic i el kuru perquè és una malaltia endèmica de Papua Nova Guinea.

## Malalties relacionades[calcitació]
Algunes malalties relacionades amb el prió dels mamífers són: el kuru (malaltia humana de Papua Nova Guinea); l'encefalopatia espongiforme bovina (mal de les vaques boges), la tremolor de les ovelles (scrapie) i l'encefalopatia dels cèrvids (afecta a cérvols, ants, rens i uapitís).
Es pensa que alguns tipus de fallada cardíaca i la malaltia de Creutzfeldt-Jakob estan relacionats amb una variant del prió. Aquestes dues malalties, emperò, no són transmissibles, excepte per contacte directe amb el teixit, com en el canibalisme, transfusions sanguínies o trasplantaments.